# Antonio Peláez
Antonio Peláez (n. Llanes, Asturias; 1921 – f. Ciudad de México; 1994) fue un artista mexicano de origen español, que comenzó su carrera haciendo retratos, pero en la década de 1950, cambió al arte abstracto, preocupándose por la textura, color y el uso del espacio. Su trabajo fue reconocido por una retrospectiva en el Palacio de Bellas Artes, miembro del Salón de la Plástica Mexicana y un tributo por la  Universidad Autónoma Metropolitana después de su muerte.

## Vida
Antonio Peláez, nació en Llanes, Asturias, al norte de España, en 1921. Creció en una familia artística y se enfocó a la música, literatura y pintura desde temprana edad, la exploración de estos, a través del dibujo y la pintura. Mientras vivía en el país ibérico, estudió la preparatoria y comenzó sus estudios en arte en el Instituto Pérez Galdós, en Madrid. Se fue a México en 1936, y obtuvo su ciudadanía en 1937. Continuó sus estudios en la Escuela Nacional de Pintura, Escultura y Grabado, "La Esmeralda", donde conoció a otros artistas que influyeron en su trabajo.
En la década de los 40, viajó por cinco años a Europa: a Italia, Francia, Grecia y Egipto, donde estudió el trabajo de, Antoni Tàpies, Jean Dubuffet, Robert Motherwell, Louise Nevelson, Robert Rauschenberg y Mark Rothko.
Peláez falleció a la edad de 73 años en la Ciudad de México.

## Carrera
Peláez comenzó su carrera en la década de 1940, trabajando un año para el taller de Jesús Guerrero Galván. En 1942, creó una serie de autorretratos y, 10 años después publicó un libro con los autorretratos de veinte mujeres mexicanas, incluyendo Inés y Carolina Amor, Lola Álvarez Bravo, Frida Kahlo, María Asúnsolo, Lupe Marín y Dolores del Río.
Después de pasar un tiempo en Europa, comenzó a dar exhibiciones de sus trabajos en México, siendo la Galería de Arte Contemporáneo en 1952, su primer gran exhibición, después de haber sido presentado por Frida Kahlo. Para 1956, regresó al mismo lugar para realizar una nueva exposición y después, siguió con otros sitios en México y otros países, tales como Francia, España, Israel y, resaltando una exhibición exitosa en la X Bienal de São Paulo, Brasil. Su notable aparición en las exhibiciones colectivas incluyeron el Autorretrato y la obra en 1965 en el Museo de Arte Moderno, La Confrontación 66 exhibida en el Palacio de Bellas Artes y la Travesía de la escritura en el Museo de Arte Carrillo Gil en 1980. En 1973, en el Palacio de Bellas Artes sostuvo una retrospectiva de su trabajo con la última exhibición durante su vida en 1981 que tuvo en el Museo de Arte Moderno. Después de su muerte, la Universidad Autónoma Metropolitana, en 2001, rindió tributo a su trabajo.
Su obra ha sido escrita por gente como Octavio Paz, Ramón Xirau, Edmundo O'Gorman, Justino Fernández y Margarita Nelken, en artículos y reproducciones de sus trabajos publicados en México, Francia y Estados Unidos. Fue aceptado como miembro del Salón de la Plástica Mexicana. Sus trabajo pueden encontrarse en la exhibición permanente del Museo de Arte Moderno de Madrid, Tel-Aviv y Philadelphia.

## Habilidades artísticas
Durante los 40, Peláez se concentró en trabajos de retrato, tanto de sí mismo como de otras personas. A pesar de ser comparado con aquellos retratos hechos por Manuel Rodríguez Lozano y Juan Soriano, Octavio Paz notó que el joven pintor no se impresionaba con las corrientes artísticas mexicanas del momento (como el muralismo mexicano) y de hecho denostaba influencia prácticamente nula de ellas. En cambio, Paz percibió que elementos de su obra abstracta posterior pueden ser vistos en los mismos retratos.
Las influencias del trabajo de Peláez incluye a Nicolas de Staël y Antoni Tàpies, pero fue el contacto tanto personal como artístico con Rufino Tamayo el que propició que el artista abandonara gradualmente la pintura figurativa durante los 50. En su lugar, Peláez se interesó en la textura, tacto y espacio, con elementos como arena, rocas, fases de la luna, esferas y colores como el ocre y el amarillo, además del blanco. La Tierra fue el centro de muchas de sus piezas, generalmente retratando su relación con el sol y las estrellas. Estos trabajos perdieron todo sentido narrativo e incluso fueron creados para interactuar con paredes y muros del espacio urbano.
Peláez se consideraba a sí mismo como un matemático en la composición de sus obras. Octavio Paz escribió que "Peláez pinta el espacio del espacio: la pintura es la pared y la pared es la pintura; espacio donde se despliegan los otros espacios: el mar, el cielo, los llanos, el horizonte, otra pared."